# Thanatus pagenstecheri
Thanatus pagenstecheri là một loài nhện trong họ Philodromidae.
Loài này thuộc chi Thanatus. Thanatus pagenstecheri được Embrik Strand miêu tả năm 1906.